# زیردریایی یو-۶۵۶
زیردریایی یو-۶۵۶ (به انگلیسی: German submarine U-656) یک زیردریایی بود که طول آن ۶۷٫۱ متر (۲۲۰ فوت ۲ اینچ) بود. این زیردریایی در سال ۱۹۴۱ ساخته شد.